# Leopoldo II del Belgio
Leopoldo II del Belgio, nome completo Leopoldo Luigi Filippo Maria Vittorio di Sassonia-Coburgo-Gotha, in francese Léopold Louis Philippe Marie Victor de Saxe Cobourg-Gotha, in fiammingo Leopold Lodewijk Filips Maria Victor de Saxe Cobourg-Gotha (Bruxelles, 9 aprile 1835 – Laeken, 17 dicembre 1909), principe del Belgio, duca di Brabante, fu re dei Belgi dal 10 dicembre 1865 fino alla sua morte.
È ricordato prevalentemente per la fondazione e la brutale amministrazione dello Stato Libero del Congo, progetto che egli portò avanti quasi da privato cittadino e la cui nascita fu ufficialmente sancita dalla Conferenza di Berlino del 1884-1885. Si rivolse a Henry Morton Stanley per essere aiutato nella gestione dello stato. 
Leopoldo estrasse una grande fortuna dal Congo, inizialmente con l'esportazione di avorio, poi forzando la popolazione locale a trarre gomma dalle piante. Interi villaggi vennero requisiti per farne luoghi di deposito e lavorazione della gomma stessa, causando la morte di un numero stimato tra 1 e 15 milioni di congolesi, con le stime più accreditate di 10 milioni, su una popolazione totale di 25 milioni. L'amministrazione del Congo da parte di Leopoldo II viene ancora oggi ricordata come uno dei crimini internazionali più brutali del XIX secolo e lo stesso sovrano, dopo le accuse da parte di funzionari inglesi e le proteste da parte di liberali, progressisti, socialisti, artisti, letterati e figure religiose, venne poi costretto a cedere la sovranità dello stato e la sua amministrazione al governo belga, che resse la colonia ancora per mezzo secolo.

## Biografia

### Infanzia e inizio della carriera pubblica

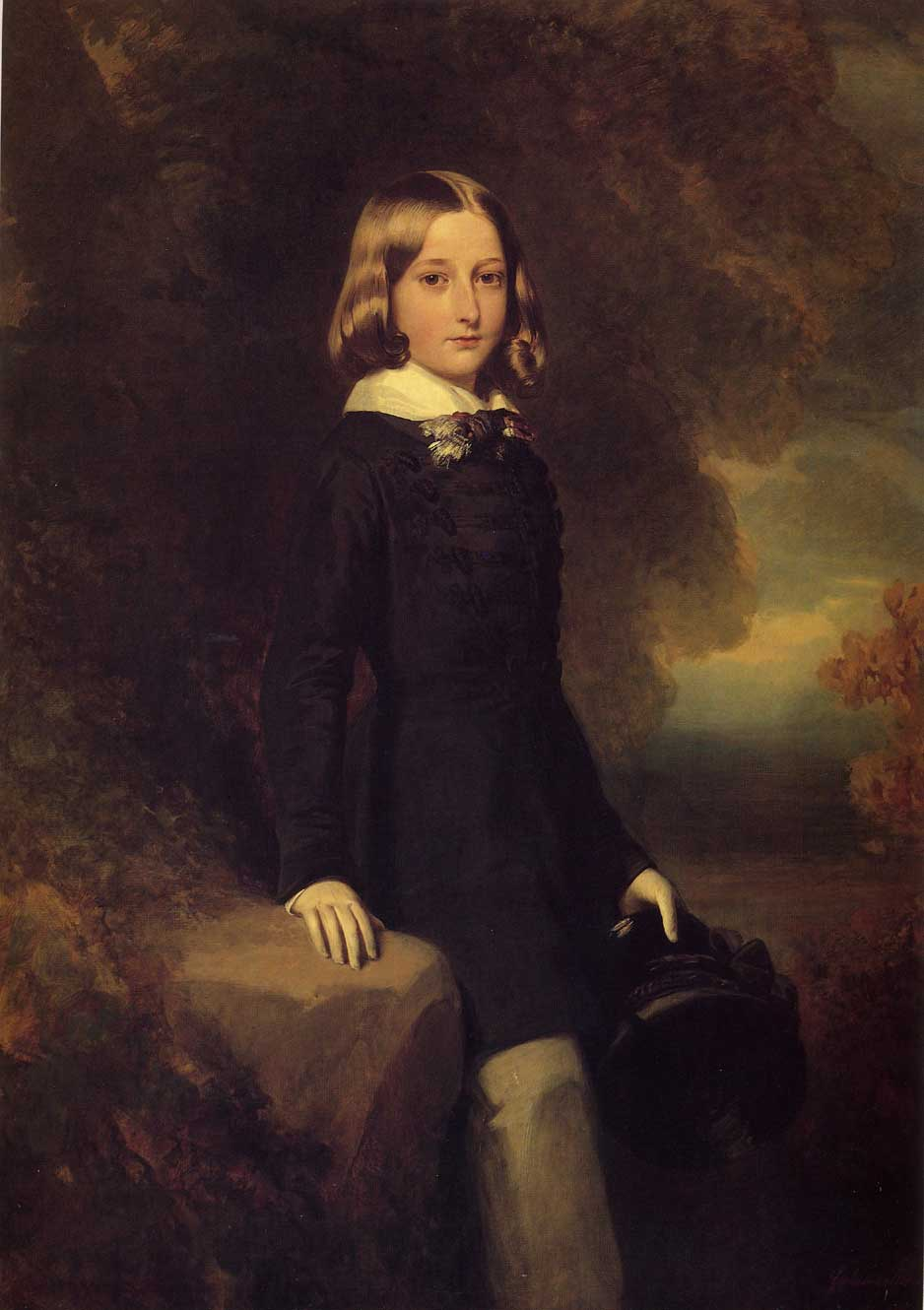
Leopoldo in giovane età, ritratto da Franz Xaver Winterhalter nel 1844

Figlio secondogenito di Leopoldo I del Belgio e della sua seconda moglie, la principessa francese Luisa d'Orléans, figlia del re Luigi Filippo di Francia, Leopoldo II nacque a Bruxelles il 9 aprile 1835. Suo fratello maggiore, Luigi Filippo, era morto a pochi mesi nel 1834 e pertanto Leopoldo divenne alla nascita erede al trono. All'età di 9 anni ottenne il titolo di duca di Brabante. Pur non affrontando direttamente in Belgio i problemi della rivoluzione del 1848, Leopoldo assistette impotente alla caduta di suo nonno Luigi Filippo dal trono francese e al suo successivo rifugio in Inghilterra, per influenza del padre di Leopoldo, all'epoca re del neonato Belgio.
La carriera pubblica di Leopoldo ebbe inizio nel 1855, quando divenne membro del Senato belga, evidenziando ben presto un punto critico per l'epoca per uno Stato da poco formatosi come il Belgio e che voleva esaltare la propria rinnovata potenza al pari delle altre potenze europee: la mancanza di un impero coloniale, obbiettivo che sarà il punto focale di tutta quanta la sua reggenza e poi anche come sovrano. Durante un suo viaggio in Grecia, esplicitò questo pensiero inviando al padre un prezioso marmo antico sul quale aveva inciso sul retro "al Belgio serve una colonia", quasi a provare le ricchezze che potevano trovarsi nell'istituire un impero coloniale.

### Matrimonio

Leopoldo II e Maria Enrichetta

A Bruxelles, il 22 agosto 1853, Leopoldo sposò Maria Enrichetta d'Asburgo-Lorena, figlia del conte palatino d'Ungheria, l'arciduca Giuseppe Antonio Giovanni d'Asburgo-Lorena, e nipote di Leopoldo II, imperatore del Sacro Romano Impero. Per quanto giudicata una delle più belle principesse d'Europa, il matrimonio con Maria Enrichetta non fu per Leopoldo un motivo di orgoglio, da un lato per l'eccessiva riservatezza e timidezza della moglie, dall'altro per la sua personale inclinazione alla poca espansività.

### Regno

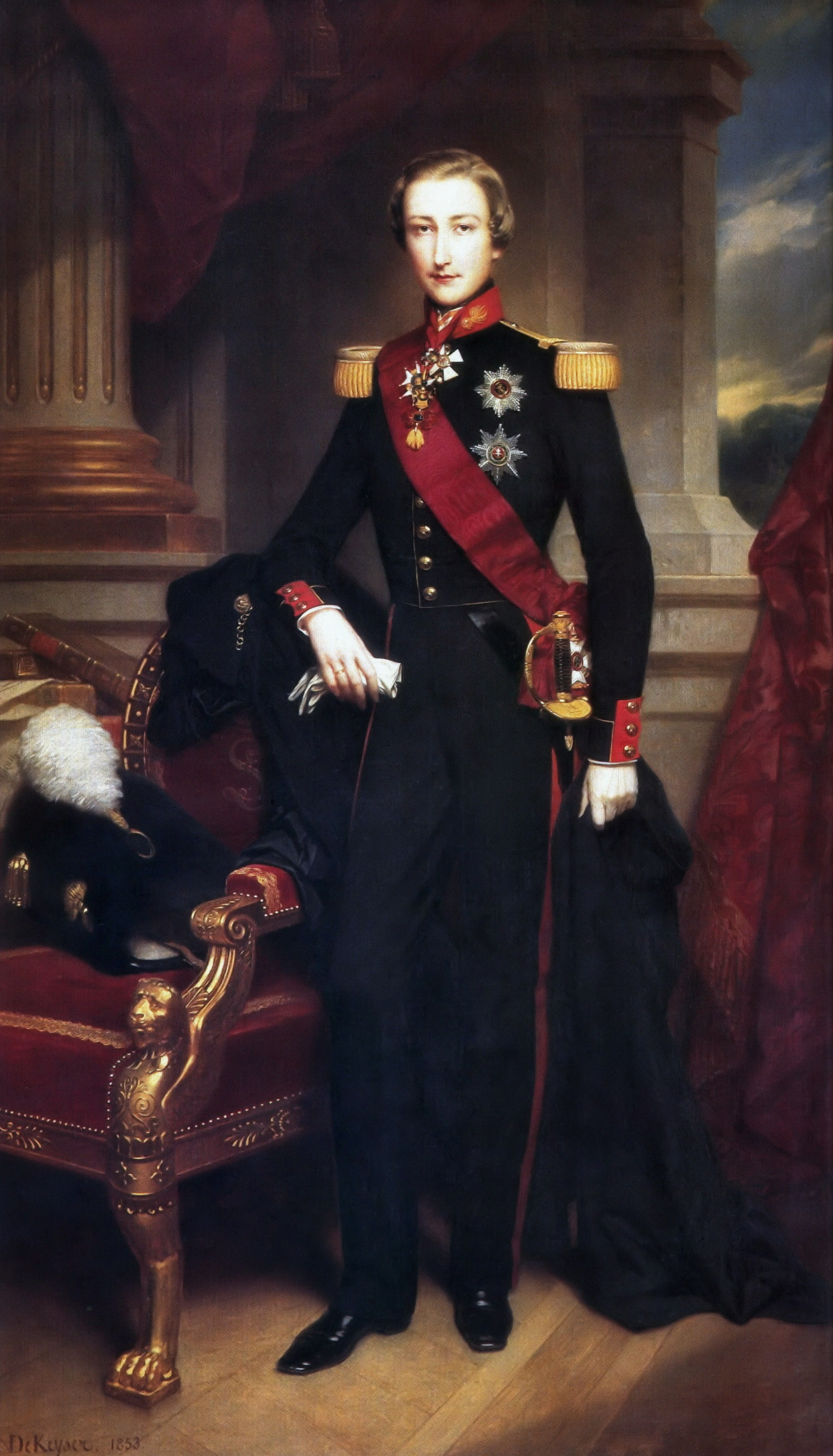
Il giovane Leopoldo II del Belgio in un ritratto di Nicaise de Keyser

Nel 1865, alla morte del padre, Leopoldo II ascese al trono belga. Sebbene fosse avverso al partito cattolico al governo, in politica interna intervenne solo dal punto di vista militare, per garantire la storica neutralità del Belgio in un periodo di coalizioni opposte dai grandi stati europei, ciò che valse al paese una certa prosperità.
Il periodo del suo regno fu segnato dalla moderazione negli affari interni: il partito liberale, che resse il governo del Belgio dal 1857 al 1880, portò avanti la legge Frère-Orban nel 1879, la quale gradualmente laicizzò la scuola dall'influsso del cattolicesimo romano. Nel 1880 il partito cattolico ottenne la maggioranza e per i quattro anni successivi le scuole cattoliche vennero quasi completamente restaurate. Fu il partito laburista che dal 1885 avviò le riforme più radicali, rivedendo la costituzione e concedendo il suffragio universale maschile nel 1893.
Grande attenzione durante questo periodo venne apposta al mondo del lavoro, con la concessione del diritto di formare sindacati, l'età per l'ammissione dei bambini nelle fabbriche fissata a 12 anni, il divieto di lavoro notturno per i bambini di età inferiore a 16 anni e il divieto di lavoro sotterraneo (in particolare nelle miniere di carbone) per le donne sotto l'età di 21 anni. Oltre a questo vennero per la prima volta contemplati degli indennizzi per gli infortuni e la domenica divenne obbligatorio giorno di riposo delle attività produttive.

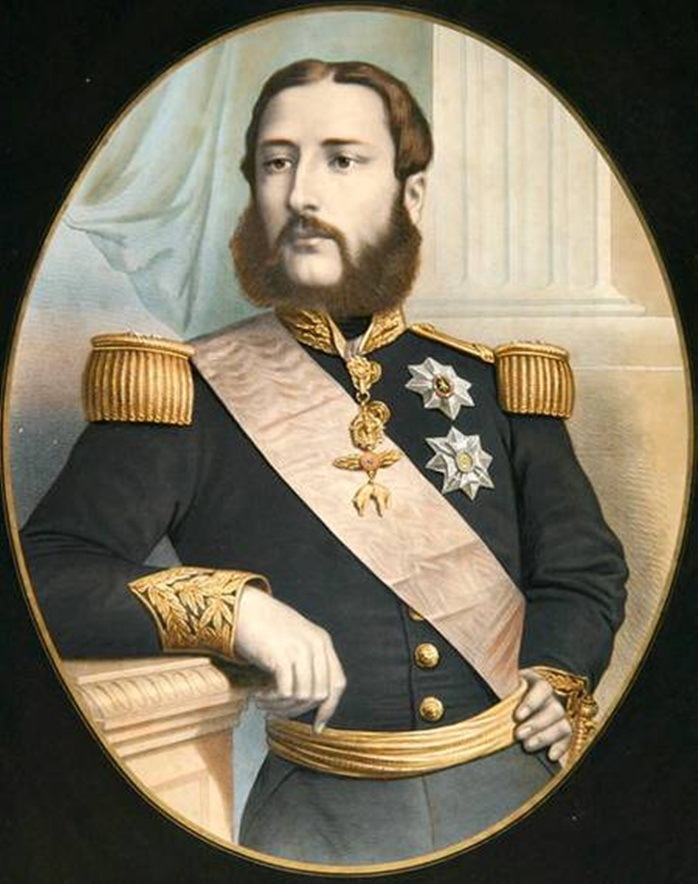
Leopoldo II in un ritratto del 1866

Con sommo dispiacere del sovrano, fu sempre il partito laburista a ridurre l'esercito belga, forgiandolo sul modello svizzero della Nazione armata, con un decreto che stabiliva un reclutamento nell'esercito su base volontaria e attraverso il sorteggio (con la possibilità di essere anche sostituiti mediante il pagamento di una corrispettiva somma in denaro). Nel 1909 questo sistema venne sostituito e fu prevista la leva obbligatoria di un figlio per ciascun nucleo famigliare. In una lettera a suo fratello, il conte delle Fiandre, nel 1888 Leopoldo II scrisse a tal proposito: "Il paese deve essere forte e prospero, e pertanto avere opportunità di essere un bel luogo ove vivere tranquillo". Terrorizzato dalla debolezza che il Belgio aveva a livello militare, ottenne lo strappo alla regola di costruire fortificazioni per la sicurezza dello stato a Liegi, Namur e Anversa.
Personalmente, Leopoldo incominciò a interessarsi attivamente alla causa del colonialismo a favore del Belgio dal 1866, quando inviò un ambasciatore a Madrid per discutere con la regina Isabella II di Spagna di una possibile cessione delle Filippine al Belgio, causa che però non ebbe l'esito sperato. Quando nel 1868 Isabella II venne deposta dal suo ruolo di regina di Spagna, Leopoldo II tentò di acquisire nuovamente le Filippine, ma anche in questo caso l'operazione fallì per mancanza di fondi. Fu a causa di questi iniziali insuccessi che le aspirazioni di Leopoldo si concentrarono essenzialmente sulla colonizzazione dell'Africa.

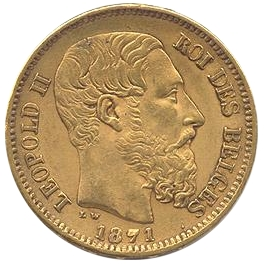
Re Leopoldo su una moneta da 20 franchi belgi

Dopo numerosi e fallimentari tentativi di acquisire ulteriori colonie in Asia, nel 1876 Leopoldo organizzò una compagnia privata con finti scopi scientifici e filantropici, che chiamò Società Africana Internazionale o Associazione Internazionale per l'Esplorazione e la Civilizzazione del Congo. Nel 1878, sotto gli auspici di questa compagnia, ingaggiò il famoso esploratore Henry Stanley per formare una colonia nel Congo, un'area geografica settantasei volte più grande del Belgio che venne istituita ufficialmente in colonia a partire dal 5 febbraio 1885.

### Ultimi anni e morte

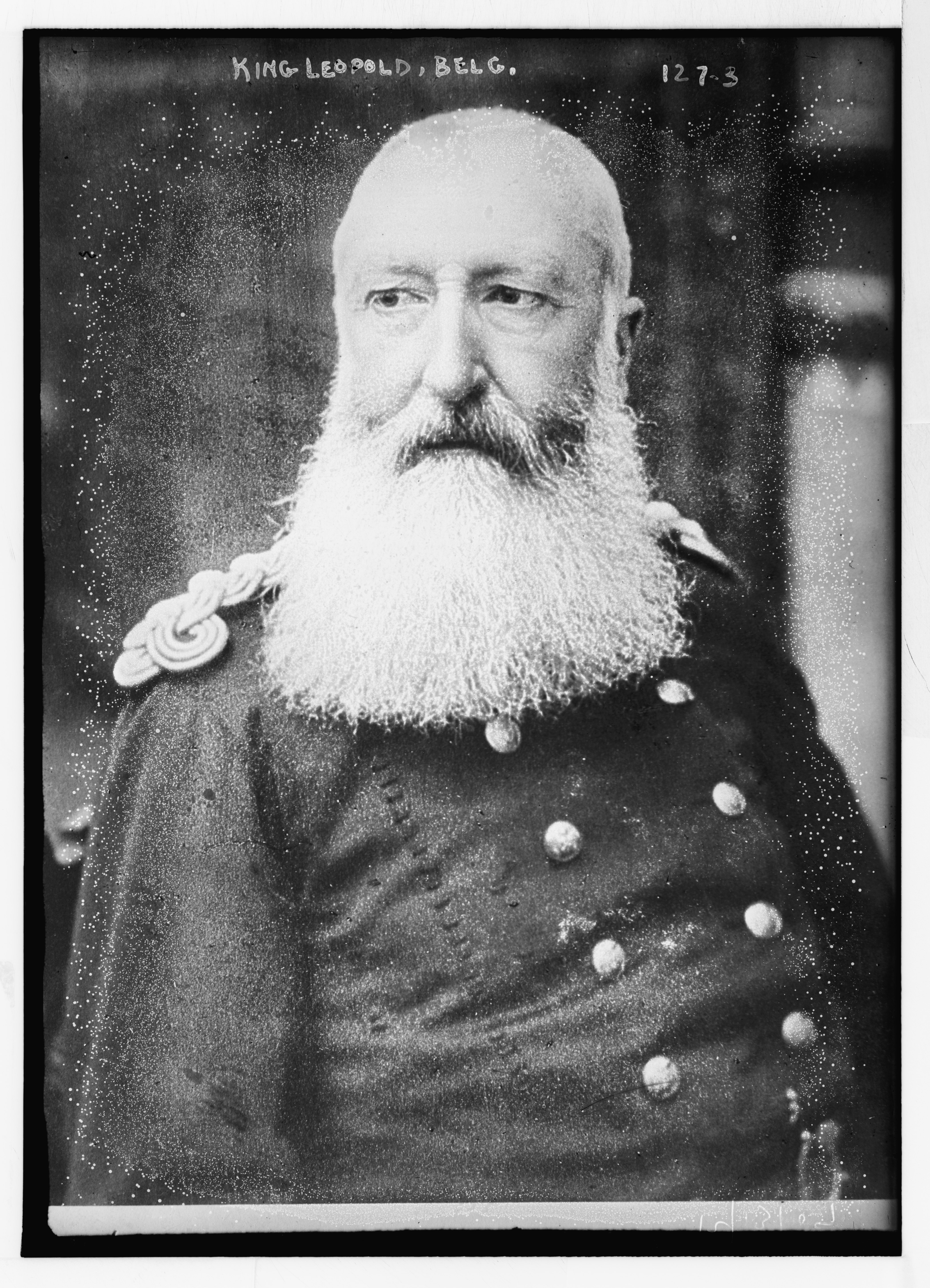
Leopoldo fotografato in tarda età

Sulla scia delle spinte insurrezionaliste e regicide tra fine Ottocento e primi del Novecento, il 15 novembre 1902 l'anarchico italiano Gennaro Rubino tentò di assassinare Leopoldo che partecipava al corteo in memoria della moglie Maria Enrichetta da poco defunta. Dopo il passaggio della carrozza di Leopoldo, Rubino sparò tre colpi di pistola al re, mancandolo. Rubino venne arrestato poco dopo.
Leopoldo II decise di risposarsi tre giorni prima della sua morte, il 14 dicembre 1909, con Blanche Zélia Joséphine Delacroix, conosciuta anche col nome d'arte di Caroline, poi baronessa de Vaughan, dalla quale aveva già avuto due figli mai riconosciuti, noti come il duca di Tervuren e il conte di Ravenstein e che portarono il cognome del secondo marito della loro madre. Il secondo matrimonio del re destò un certo scalpore e non sarebbe risultato valido per la legge belga, ma fu comunque celebrato segretamente per volontà dello stesso sovrano al Palazzo Reale di Laeken a Bruxelles.

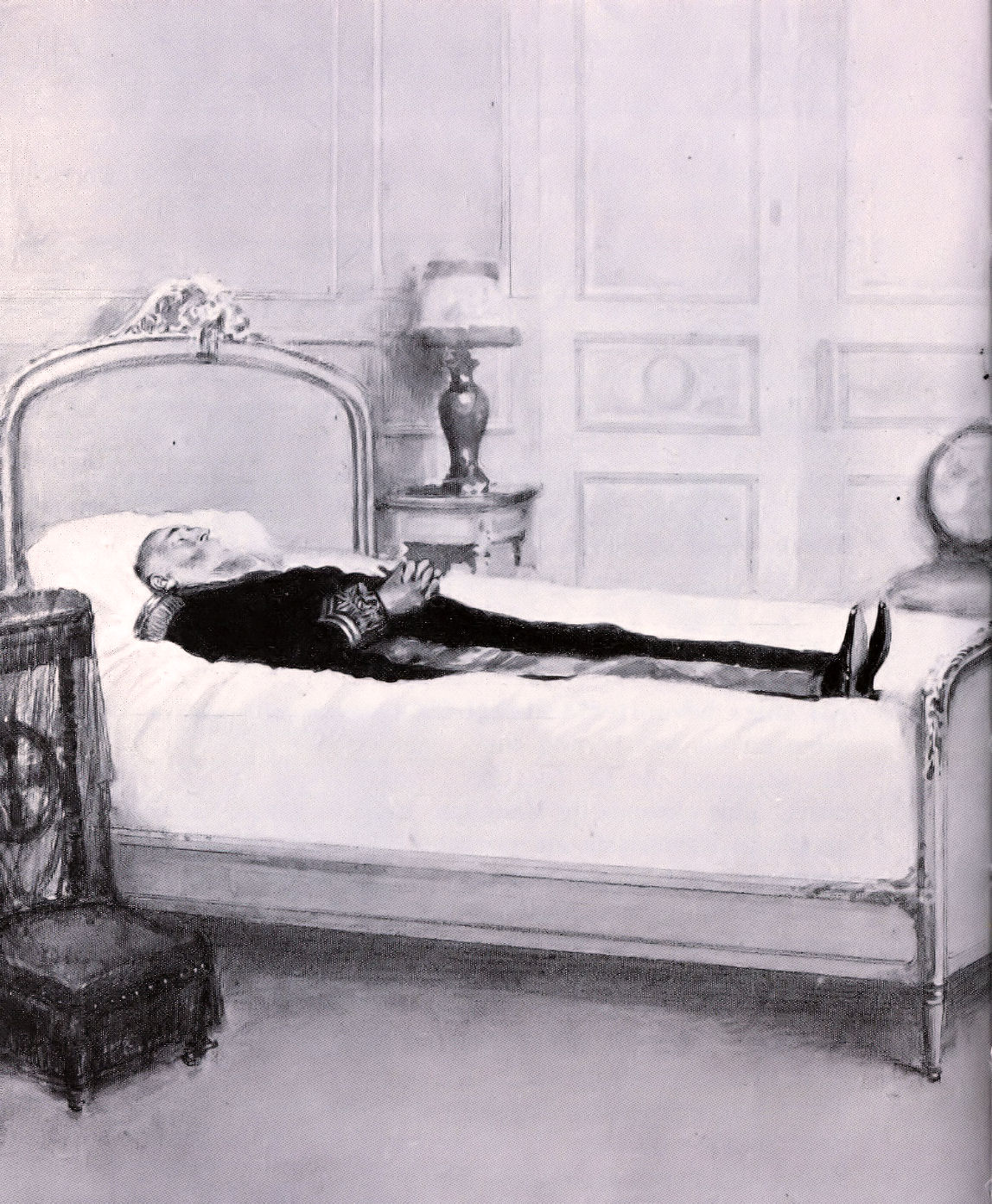
Re Leopoldo II sul letto di morte

Il 17 dicembre 1909 Leopoldo II morì a Laeken; il giorno del funerale, la salma fu fischiata dai presenti per via delle atrocità da lui ordinate durante lo sfruttamento in Congo. Fu poi sepolto nella cappella reale della chiesa di Nostra Signora di Laeken a Bruxelles, lasciando la corona al nipote Alberto, dal momento che gli era premorto anche il fratello Filippo, che era stato nominato suo erede alla morte dell'unico figlio maschio avuto dalla coppia reale.

## La colonia personale di Leopoldo II

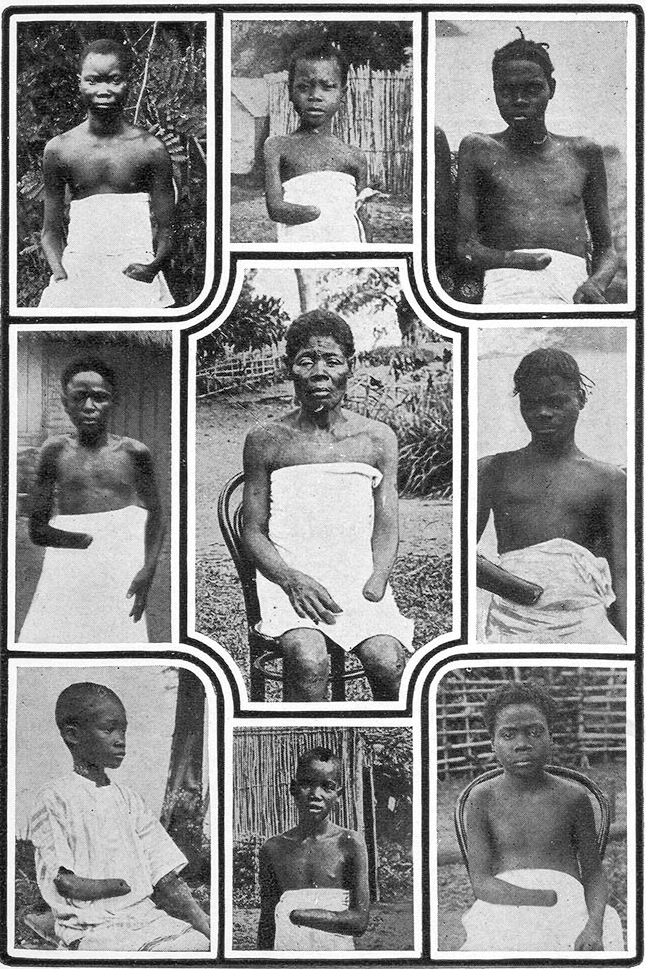
Immagini di ragazzini congolesi mutilati per non aver raccolto la quota stabilita di gomma durante il regime di Leopoldo II

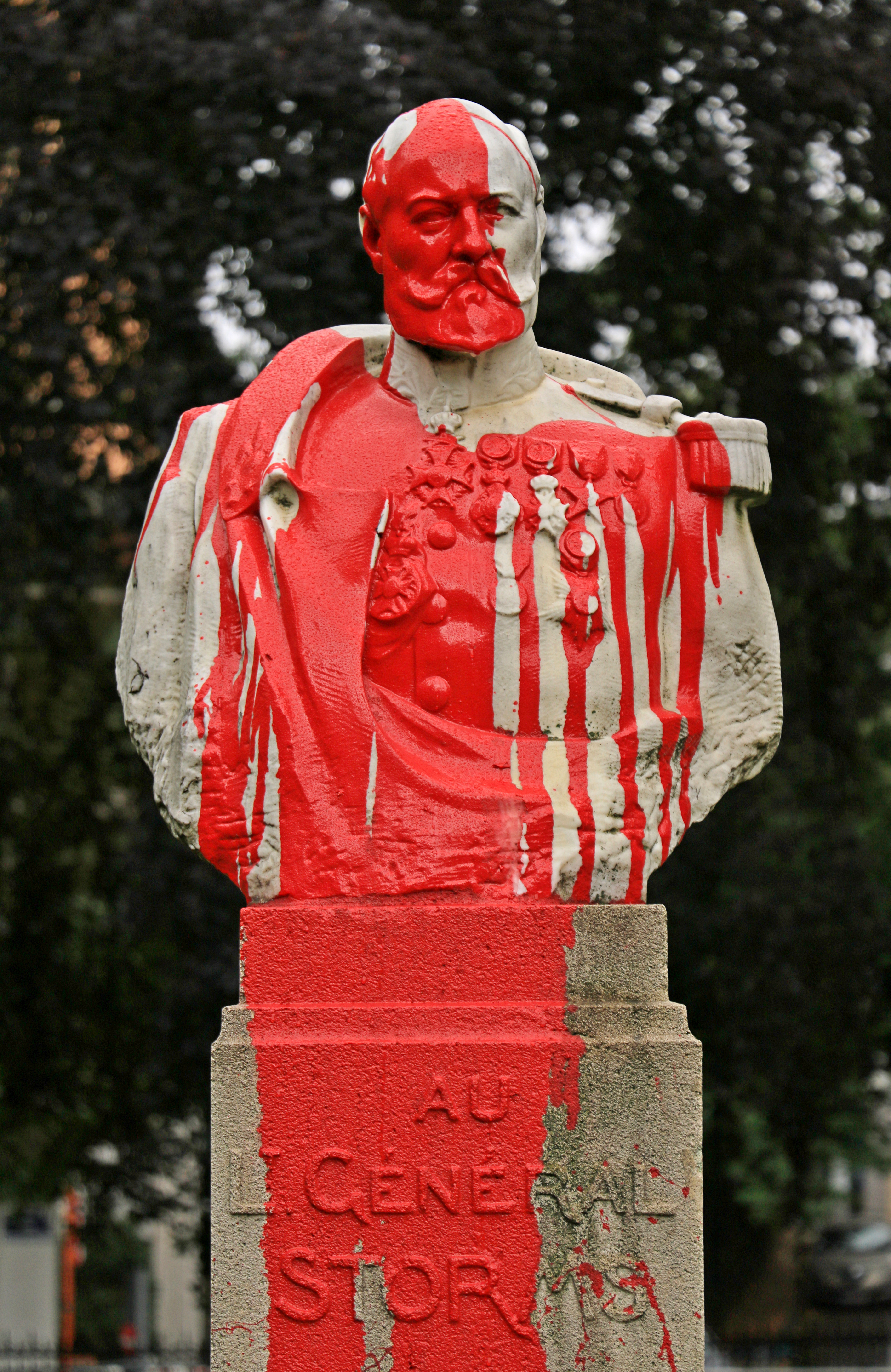
Il monumento al generale Storms a Bruxelles spruzzato di vernice rossa, giugno 2020

Leopoldo credeva fermamente che le colonie d'oltremare fossero la chiave per la grandezza di un paese e lavorò instancabilmente per acquisire un territorio coloniale per il Belgio. Né il popolo belga né il governo belga, però, erano interessati a ciò; quindi Leopoldo incominciò a cercare un modo per acquisire una colonia da una posizione di privato cittadino.
Dopo un certo numero di progetti coloniali in Africa o Asia andati a vuoto, nel 1876 organizzò una compagnia commerciale privata camuffata da associazione scientifica e filantropica internazionale. Nel 1879, sotto gli auspici della compagnia commerciale, egli assunse, dopo il rifiuto opposto da Pietro Savorgnan di Brazzà, il famoso esploratore Henry Morton Stanley per stabilire una colonia nella regione del Congo. Parecchie manovre diplomatiche si ebbero alla Conferenza di Berlino del 1884-85, nella quale rappresentanti di tredici paesi europei e degli Stati Uniti riconobbero Leopoldo come sovrano della maggior parte dell'area che lui e Stanley rivendicavano. Il 5 febbraio 1885 il risultato fu lo Stato Libero del Congo (più tardi Congo belga, poi Zaire e oggi Repubblica Democratica del Congo), che Leopoldo fu libero di controllare come un dominio personale.
Resoconti di sfruttamento selvaggio e diffuse violazioni dei diritti umani (incluse schiavitù e mutilazioni, eseguite queste ultime in particolare quando le produzioni della gomma non rispettavano i quantitativi richiesti) della popolazione nativa, specialmente nell'industria della gomma naturale (caucciù o ficus elastica), portarono alla nascita di un movimento internazionale di protesta già nei primi anni del Novecento. A peggiorare poi la situazione erano le frequenti epidemie di vaiolo e malattia del sonno che devastarono la popolazione a più riprese a partire dal 1896, uccidendo più di 5.000 africani nel solo villaggio di Lukolela presso il fiume Congo. Stime sulle perdite umane oscillano fra i 3 e i 10 milioni di morti e molti storici considerano le atrocità commesse tali da costituire un genocidio. Alla fine, nel 1908, il parlamento belga costrinse il re a cedere lo Stato Libero del Congo al governo del Belgio, a partire dal 15 novembre di quell'anno, e il Paese fu ribattezzato Congo belga.
Gli storici del periodo tendono a dare un'immagine molto oscura di Leopoldo, a causa delle uccisioni di massa e delle violenze che si ebbero nel Congo: uno storico britannico disse che egli "fu un Attila in vesti moderne, e che sarebbe stato meglio per il mondo che non fosse mai nato" (dalla relazione di Roger Casement, console britannico in Congo). Il missionario John Harris di Baringa, ad esempio, fu così scioccato da ciò che vide in Congo che si fece coraggio per scrivere all'agente di Leopoldo nello stato, riportando: "Sono appena tornato da un viaggio nella parte interna del paese, diretto al villaggio di Insongo Mboyo. La miseria più abietta e l'abbandono totale di quelle terre sono indescrivibili. Pertanto mi sono rivolto a voi Eccellenza perché vi facciate promotore affinché tali atrocità abbiano fine e mi sono preso la libertà di promettere che in futuro punirete giustamente solo i criminali che abbiano commesso dei crimini". Il Kaiser Guglielmo II di Germania una volta descrisse il suo reale collega come un "uomo completamente cattivo".
Leopoldo II è ancora oggi sentito come una figura controversa nella Repubblica Democratica del Congo; nel 2005 la sua statua fu abbattuta solo poche ore dopo essere stata rieretta nella capitale, Kinshasa. Il ministro della cultura congolese, Christoph Muzungu, aveva deciso di reinstallare la statua, sostenendo che la gente dovrebbe vedere anche gli aspetti positivi del re oltre a quelli negativi. Ma poche ore dopo essere stata eretta al centro di una rotatoria vicino alla stazione centrale di Kinshasa, la statua alta sei metri fu buttata giù di nuovo, senza spiegazioni.
Nel giugno 2020, in occasione del sessantesimo anniversario dell'indipendenza della Repubblica Democratica del Congo, il re del Belgio Filippo, con una lettera indirizzata al presidente Félix Tshisekedi, ha espresso per la prima volta nella storia il suo rammarico per le azioni di Leopoldo II.

## Leopoldo e i Belgi
Leopoldo II è percepito da molti belgi come il "Re Costruttore" ("le Roi-Bâtisseur" in francese, "Koning-Bouwer" in olandese), poiché egli commissionò un gran numero di edifici e progetti urbanistici in Belgio (principalmente a Bruxelles, Ostenda e Anversa). Gli edifici comprendono le serre reali a Laeken (nella tenuta del Castello Reale di Laeken), la Torre Giapponese, il Padiglione Cinese, il Musée du Congo (ora chiamato Museo Reale per l'Africa Centrale) e i loro parchi circostanti a Tervuren, il Triplo Arco del Giubileo a Bruxelles e l'atrio della stazione ferroviaria di Anversa. Egli costruì anche un'importante residenza di campagna a Saint-Jean-Cap-Ferrat sulla Costa Azzurra francese, con all'interno la Villa des Cèdres, che adesso è un giardino botanico.
C'è stato un "Grande oblio", come Adam Hochschild affermò in King Leopold's Ghost, dopo che il Congo di Leopoldo fu trasferito al Belgio. Come dice Hochschild: "Il Congo offre un eclatante esempio della politica dell'oblio. Leopoldo e i funzionari coloniali belgi che lo seguirono fecero accuratamente tutto il necessario per cercare di cancellare le prove potenzialmente incriminanti dagli archivi storici". (Adam Hochschild, King Leopold's Ghost).
È indicativo che per lungo tempo il Museo Reale coloniale per l'Africa Centrale (a Tervuren) non abbia fatto menzione delle atrocità commesse nello Stato Libero del Congo. Dal 2018, tuttavia, il Museo ha riorganizzato la propria esposizione, adottando un punto di vista più neutrale.
Un altro esempio si può trovare sulla passeggiata a mare di Blankenberge, una popolare località turistica costiera, dove un monumento mostra un colonialista e un bambino nero ai suoi piedi (presunto portatore della "civiltà") senza alcun commento, ulteriore illustrazione di questo "Grande oblio". Il sovrano si dedicava molto anche alla bella vita della società aristocratica dell'epoca e per tali scopi possedeva anche due ville sulla Costa Azzurra, Villa Leopolda e Villa Les Cèdres, ove istituì un giardino botanico, impegnandosi attivamente per la coltivazione delle piante esotiche.

## Scritti su Leopoldo
- Molti importanti scrittori dell'epoca presero parte alla condanna internazionale di Leopoldo II e del suo sfruttamento del Congo. Tra essi, Arthur Conan Doyle, Booker T. Washington e quelli sotto menzionati.
- Il poeta mistico americano Vachel Lindsay scrisse: "Listen to the yell of Leopold's ghost / Burning in Hell for his hand-maimed host / Hear how the demons chuckle and yell / Cutting his hands off, down in Hell" ("Udite le urla dello spettro di Leopoldo / Che arde all'Inferno per il gran numero di mutilati / Sentite come i demoni sghignazzano e gridano / Tagliandogli le mani, giù all'Inferno")
- Gli spettri del Congo (titolo originale: King Leopold's Ghost: "Lo spettro di Re Leopoldo") di Adam Hochschild descrive la storia e la brutalità del dominio di re Leopoldo nel Congo belga.
- Il Congo belga di re Leopoldo fu descritto come un regime coloniale di lavoro schiavistico, stupri e mutilazioni in Cuore di tenebra di Joseph Conrad.
- Mark Twain scrisse una sarcastica satira politica, intitolata Il soliloquio di re Leopoldo.
- Anche Edgar Rice Burroughs menziona polemicamente Leopoldo II, come responsabile delle crudeli atrocità commesse ai danni delle popolazioni indigene, nel suo celebre Tarzan delle Scimmie.

## Discendenza
Dal matrimonio tra Leopoldo e Maria Enrichetta d'Asburgo-Lorena nacquero quattro figli:
- Luisa Maria, nata a Bruxelles il 18 febbraio 1858 e morta a Wiesbaden il 1º marzo 1924; sposò il 4 febbraio 1875 il principe Filippo di Sassonia-Coburgo-Kohary (1844-1921); divorziarono nel 1906;
- Leopoldo, nato a Laeken il 12 giugno 1859 e morto a Laeken il 22 gennaio 1869;
- Stefania, nata a Laeken il 21 maggio 1864 e morta nell'abbazia di Pannonhalma il 23 agosto 1945; sposò il 10 maggio 1881 Rodolfo d'Asburgo-Lorena (1858-1889) erede al trono dell'Impero austro-ungarico, e il 22 marzo 1900 Elmer de Lonyay (1863-1946), conte e diplomatico;
- Clementina, nata il 30 luglio 1872 e morta l'8 marzo 1955; sposò nel 1910, solo dopo la morte del padre, Napoleone Vittorio Bonaparte (1862-1926).

Leopoldo II fu inoltre padre di due figli illegittimi avuti dall'amante Caroline Lacroix, adottati poi nel 1910 dal secondo marito della Lacroix, Antoine Durrieux:
- Lucien Philippe Marie Antoine (1906 – 1984), Principe di Tervuren.
- Philippe Henri Marie François (1907 – 1914), Conte di Ravenstein.

## Ascendenza
|                                                 |                                     |                                            | Genitori                                    |  |  | Nonni |  |  | Bisnonni                                      |  |  | Trisnonni                                     |  |
|                                                 |                                     |                                            |                                             |  |  |       |  |  | Ernesto Federico di Sassonia-Coburgo-Saalfeld |  |  | Francesco Giosea di Sassonia-Coburgo-Saalfeld |  |
|                                                 |                                     |                                            |                                             |  |  |       |  |  | Ernesto Federico di Sassonia-Coburgo-Saalfeld |  |  | Francesco Giosea di Sassonia-Coburgo-Saalfeld |  |
|                                                 |                                     | Anna Sofia di Schwarzburg-Rudolstadt       |                                             |  |  |       |  |  | Ernesto Federico di Sassonia-Coburgo-Saalfeld |  |  |                                               |  |
| Francesco Federico di Sassonia-Coburgo-Saalfeld |                                     |                                            |                                             |  |  |       |  |  | Ernesto Federico di Sassonia-Coburgo-Saalfeld |  |  |                                               |  |
|                                                 |                                     | Sofia Antonia di Brunswick-Wolfenbüttel    | Ferdinando Alberto II di Brunswick-Lüneburg |  |  |       |  |  |                                               |  |  |                                               |  |
|                                                 |                                     | Sofia Antonia di Brunswick-Wolfenbüttel    | Ferdinando Alberto II di Brunswick-Lüneburg |  |  |       |  |  |                                               |  |  |                                               |  |
|                                                 |                                     | Sofia Antonia di Brunswick-Wolfenbüttel    | Antonietta Amalia di Brunswick-Wolfenbüttel |  |  |       |  |  |                                               |  |  |                                               |  |
| Leopoldo I del Belgio                           |                                     | Sofia Antonia di Brunswick-Wolfenbüttel    |                                             |  |  |       |  |  |                                               |  |  |                                               |  |
|                                                 |                                     | Enrico XXIV di Reuss-Ebersdorf             | Enrico XXIII di Reuss-Ebersdorf             |  |  |       |  |  |                                               |  |  |                                               |  |
|                                                 |                                     | Enrico XXIV di Reuss-Ebersdorf             | Enrico XXIII di Reuss-Ebersdorf             |  |  |       |  |  |                                               |  |  |                                               |  |
|                                                 |                                     | Enrico XXIV di Reuss-Ebersdorf             | Sofia Teodora di Castell-Remlingen          |  |  |       |  |  |                                               |  |  |                                               |  |
| Augusta di Reuss-Ebersdorf                      |                                     | Enrico XXIV di Reuss-Ebersdorf             |                                             |  |  |       |  |  |                                               |  |  |                                               |  |
|                                                 |                                     | Carolina Ernestina di Erbach-Schönberg     | Giorgio Augusto di Erbach-Schönberg         |  |  |       |  |  |                                               |  |  |                                               |  |
|                                                 |                                     | Carolina Ernestina di Erbach-Schönberg     | Giorgio Augusto di Erbach-Schönberg         |  |  |       |  |  |                                               |  |  |                                               |  |
|                                                 |                                     | Carolina Ernestina di Erbach-Schönberg     | Ferdinanda Enrichetta di Stolberg-Gedern    |  |  |       |  |  |                                               |  |  |                                               |  |
| Leopoldo II del Belgio                          |                                     | Carolina Ernestina di Erbach-Schönberg     |                                             |  |  |       |  |  |                                               |  |  |                                               |  |
|                                                 | Luigi Filippo II di Borbone-Orléans | Luigi Filippo I di Borbone-Orléans         |                                             |  |  |       |  |  |                                               |  |  |                                               |  |
|                                                 | Luigi Filippo II di Borbone-Orléans | Luigi Filippo I di Borbone-Orléans         |                                             |  |  |       |  |  |                                               |  |  |                                               |  |
|                                                 | Luigi Filippo II di Borbone-Orléans | Luisa Enrichetta di Borbone-Conti          |                                             |  |  |       |  |  |                                               |  |  |                                               |  |
| Luigi Filippo di Francia                        | Luigi Filippo II di Borbone-Orléans |                                            |                                             |  |  |       |  |  |                                               |  |  |                                               |  |
|                                                 |                                     | Luisa Maria Adelaide di Borbone-Penthièvre | Luigi Giovanni Maria di Borbone-Penthièvre  |  |  |       |  |  |                                               |  |  |                                               |  |
|                                                 |                                     | Luisa Maria Adelaide di Borbone-Penthièvre | Luigi Giovanni Maria di Borbone-Penthièvre  |  |  |       |  |  |                                               |  |  |                                               |  |
|                                                 |                                     | Luisa Maria Adelaide di Borbone-Penthièvre | Principessa Maria Teresa di Modena          |  |  |       |  |  |                                               |  |  |                                               |  |
| Luisa d'Orléans                                 |                                     | Luisa Maria Adelaide di Borbone-Penthièvre |                                             |  |  |       |  |  |                                               |  |  |                                               |  |
|                                                 |                                     | Ferdinando I delle Due Sicilie             | Carlo III di Spagna                         |  |  |       |  |  |                                               |  |  |                                               |  |
|                                                 |                                     | Ferdinando I delle Due Sicilie             | Carlo III di Spagna                         |  |  |       |  |  |                                               |  |  |                                               |  |
|                                                 |                                     | Ferdinando I delle Due Sicilie             | Maria Amalia di Sassonia                    |  |  |       |  |  |                                               |  |  |                                               |  |
| Maria Amalia di Borbone-Due Sicilie             |                                     | Ferdinando I delle Due Sicilie             |                                             |  |  |       |  |  |                                               |  |  |                                               |  |
|                                                 |                                     | Maria Carolina d'Asburgo-Lorena            | Francesco I di Lorena                       |  |  |       |  |  |                                               |  |  |                                               |  |
|                                                 |                                     | Maria Carolina d'Asburgo-Lorena            | Francesco I di Lorena                       |  |  |       |  |  |                                               |  |  |                                               |  |
|                                                 |                                     | Maria Carolina d'Asburgo-Lorena            | Maria Teresa d'Austria                      |  |  |       |  |  |                                               |  |  |                                               |  |
|                                                 |                                     | Maria Carolina d'Asburgo-Lorena            |                                             |  |  |       |  |  |                                               |  |  |                                               |  |

### Ascendenza patrilineare
1. Dedi di Hassegau (?)
2. Teodorico I di Liesgau (+ 976)
3. Dedi I (+ 1009), conte di Merseburgo
4. Teodorico II di Wettin (989 ca.-1034), margravio della Bassa Lusazia
5. Thimo di Wettin, (1010 circa-1090/1091 o 1100 circa) conte di Wettin e Brehna
6. Corrado il Grande (1097 circa-1157), margravio di Meißen
7. Ottone II di Meißen (1125-1190), margravio di Meißen
8. Teodorico I di Meißen (1162-1221), margravio di Meißen
9. Enrico III di Meißen (1218-1288), margravio di Meißen e langravio di Turingia
10. Alberto II di Meißen (1240-1314), margravio di Meißen, langravio di Turingia e conte palatino di Sassonia
11. Federico I di Meißen (1257-1323), margravio di Meißen e langravio di Turingia
12. Federico II di Meißen (1310-1349), margravio di Meißen
13. Federico III di Meißen (1332-1381), langravio di Turingia e margravio di Meißen
14. Federico I di Sassonia (1370-1428), marchese di Meißen, langravio di Turingia e principe elettore di Sassonia
15. Federico II di Sassonia (1412-1464), principe elettore di Sassonia, marchese di Meißen e conte di Turingia
16. Ernesto di Sassonia (1441-1486), principe elettore di Sassonia
17. Giovanni di Sassonia (1468-1532), principe elettore di Sassonia
18. Giovanni Federico I, elettore di Sassonia (1503-1554)
19. Giovanni Guglielmo, duca di Sassonia-Weimar (1530 – 1573)
20. Giovanni di Sassonia-Weimar (1570-1605), duca di Sassonia-Weimar e di Jena
21. Ernesto I di Sassonia-Gotha-Altenburg (1601-1675), duca di Sassonia-Gotha e duca di Sassonia-Altenburg
22. Giovanni Ernesto di Sassonia-Coburgo-Saalfeld (1658 – 1729), duca di Sassonia-Coburgo-Saalfeld
23. Francesco Giosea, duca di Sassonia-Coburgo-Saalfeld (1697-1764)
24. Ernesto Federico, duca di Sassonia-Coburgo-Saalfeld (1724-1800)
25. Francesco, duca di Sassonia-Coburgo-Saalfeld (1750-1806)
26. Leopoldo I del Belgio (1790-1865), re del Belgio
27. Leopoldo II del Belgio (1835-1909), re del Belgio